# 육수면
6수면(六隨眠)은 부파불교의 설일체유부에서 모든 번뇌의 근본이 되는 번뇌, 즉 근본번뇌(根本煩惱)로 규정하는 6가지의 번뇌인, 탐(貪, raga) · 진(瞋, pratigha) · 만(慢, mana) · 무명(無明, avidya) · 견(見, dṛṣṭi) · 의(疑, vicikitsa)를 말한다. 여기서 무명(無明)은 치(癡)라고도 하며, 견(見)은 그릇된 견해인 악견(惡見) 즉 부정견(不正見)을 말한다.
부파불교의 설일체유부에서 6수면(六隨眠)을 근본번뇌로 보았다는 것은, 모든 번뇌의 본질[體]을 따져보면 결국 이들 6가지 번뇌로 귀착되며 모든 번뇌는 이 6가지 번뇌의 유형으로 나눌 수 있다는 것을 의미한다. 즉 부파불교의 설일체유부에서는 이러한 관점에서 모든 번뇌를 보았다는 것을 의미한다.
한편, 수면(隨眠)이라는 말은 근본번뇌(根本煩惱)와 동의어이다. 즉 수면(隨眠)이란 다른 번뇌를 낳는 근본적인 번뇌를 의미한다.

## 같이 보기
- 번뇌
- 잡염
- 7수면 · 10수면
- 불선근
- 4근본번뇌
- 수번뇌
- 5주지번뇌

## 참고 문헌
- 곽철환 (2003). 《시공 불교사전》. 시공사 / 네이버 지식백과. |title=에 외부 링크가 있음 (도움말)
- 미륵 지음, 현장 한역, 강명희 번역 (K.614, T.1579). 《유가사지론》. 한글대장경 검색시스템 - 전자불전연구소 / 동국역경원. K.570(15-465), T.1579(30-279). |title=에 외부 링크가 있음 (도움말)
- 세친 지음, 현장 한역, 권오민 번역 (K.955, T.1558). 《아비달마구사론》. 한글대장경 검색시스템 - 전자불전연구소 / 동국역경원. K.955(27-453), T.1558(29-1). |title=에 외부 링크가 있음 (도움말)
- 호법 등 지음, 현장 한역, 김묘주 번역 (K.614, T.1585). 《성유식론》. 한글대장경 검색시스템 - 전자불전연구소 / 동국역경원. K.614(17-510), T.1585(31-1). |title=에 외부 링크가 있음 (도움말)
- 세친 지음, 현장 한역, 송성수 번역 (K.618, T.1612). 《대승오온론》. 한글대장경 검색시스템 - 전자불전연구소 / 동국역경원. K.618(17-637), T.1612(31-848). |title=에 외부 링크가 있음 (도움말)
- 운허.  동국역경원 편집, 편집. 《불교 사전》. |title=에 외부 링크가 있음 (도움말)
- (영어) DDB. 《Digital Dictionary of Buddhism (電子佛教辭典)》. Edited by A. Charles Muller. |title=에 외부 링크가 있음 (도움말)
- (중국어) 미륵 조, 현장 한역 (T.1579). 《유가사지론(瑜伽師地論)》. 대정신수대장경. T30, No. 1579. CBETA. |title=에 외부 링크가 있음 (도움말)
- (중국어) 佛門網. 《佛學辭典(불학사전)》. |title=에 외부 링크가 있음 (도움말)
- (중국어) 星雲. 《佛光大辭典(불광대사전)》 3판. |title=에 외부 링크가 있음 (도움말)
- (중국어) 세친 조, 현장 한역 (T.1612). 《대승오온론(大乘五蘊論)》. 대정신수대장경. T31, No. 1612, CBETA. |title=에 외부 링크가 있음 (도움말)
- (중국어) 세친 조, 현장 한역 (T.1558). 《아비달마구사론(阿毘達磨俱舍論)》. 대정신수대장경. T29, No. 1558, CBETA. |title=에 외부 링크가 있음 (도움말)
- (중국어) 호법 등 지음, 현장 한역 (T.1585). 《성유식론(成唯識論)》. 대정신수대장경. T31, No. 1585, CBETA. |title=에 외부 링크가 있음 (도움말)